# طائر جليل

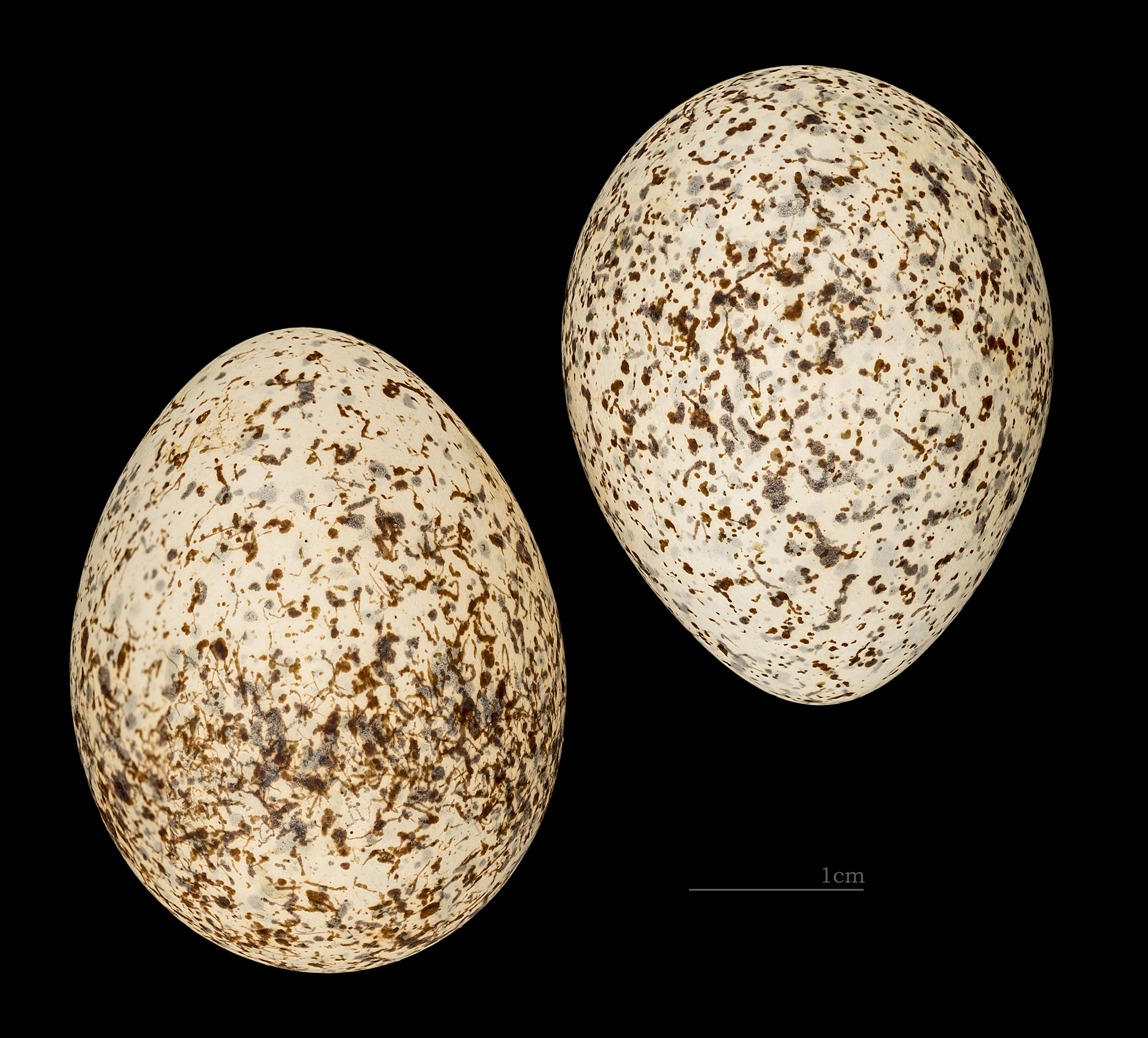
بيض طائر الجليل

الدراج أو الكروان العسلي ويسمى أيضًا جليل أو جَلِيل أغْبَس أو زُغْزُغ أغْبَس وهو من عائلة الطيور البرية أو الطيور الجافة التي تعيش في الصحراء أو الأماكن التي بها جفاف ويتغذى على اصطياد الحشرات التي تكون موجودة على الأرض. توجد في جزر الكناري وشمال أفريقيا وجنوب غرب آسيا وهي تضع في المرة الواحدة بِيضتين ويحدث هذا أثناء الهجرة خوفاً من أن يموت صغارها وتحدث هذه الهجرة في فصل الشتاء وهي تهاجر إلى دول مثل فنلندا وأيرلندا وبريطانيا العظمى. وما يجعل الكثير من الناس يحبون هذا الطائر هو رشاقته كما أنه تكيف جيداً مع الحياة في الصحراء حيث أن لون ريشه يسمح له باخفاء نفسه لانه يشبه لون الصحاري التي يعيش فيها

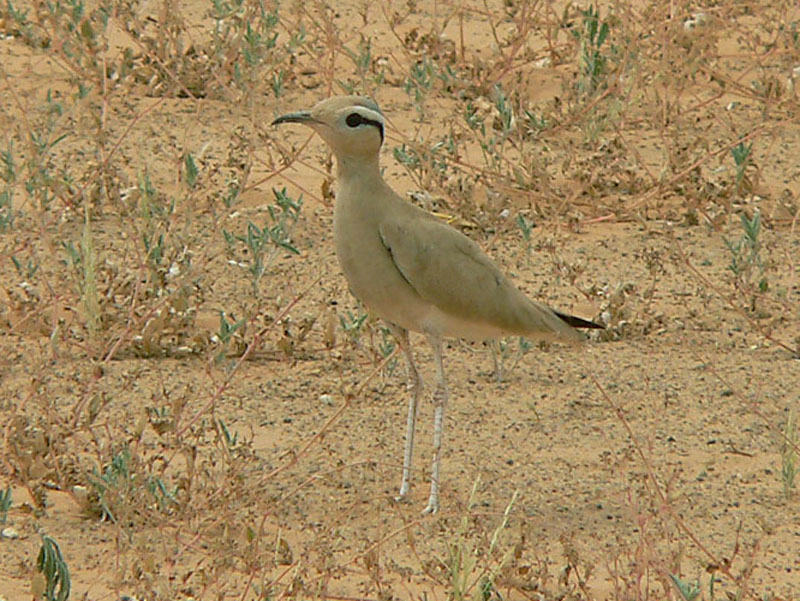
الجليل

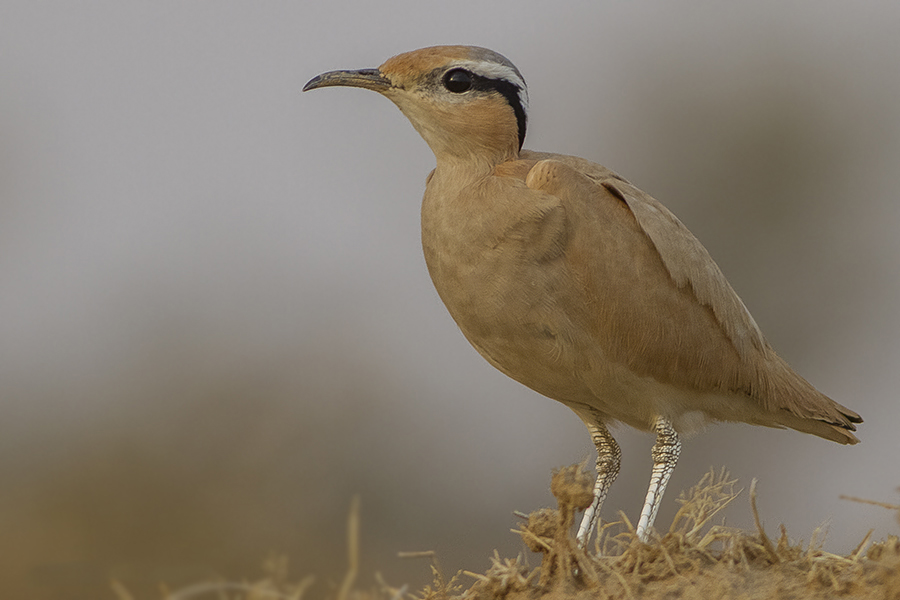
الجليل

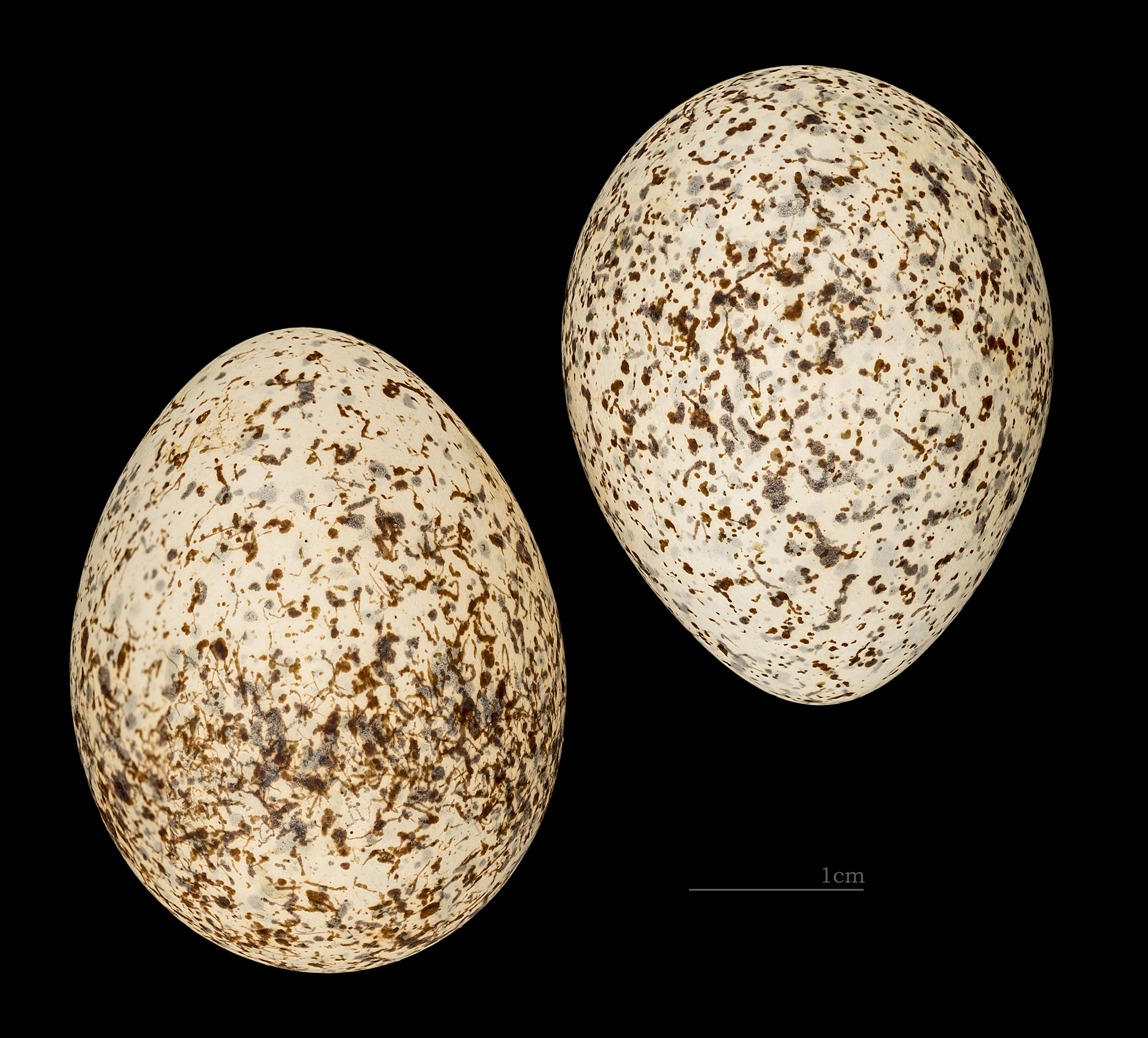
الجليل

## اقرأ أيضاً

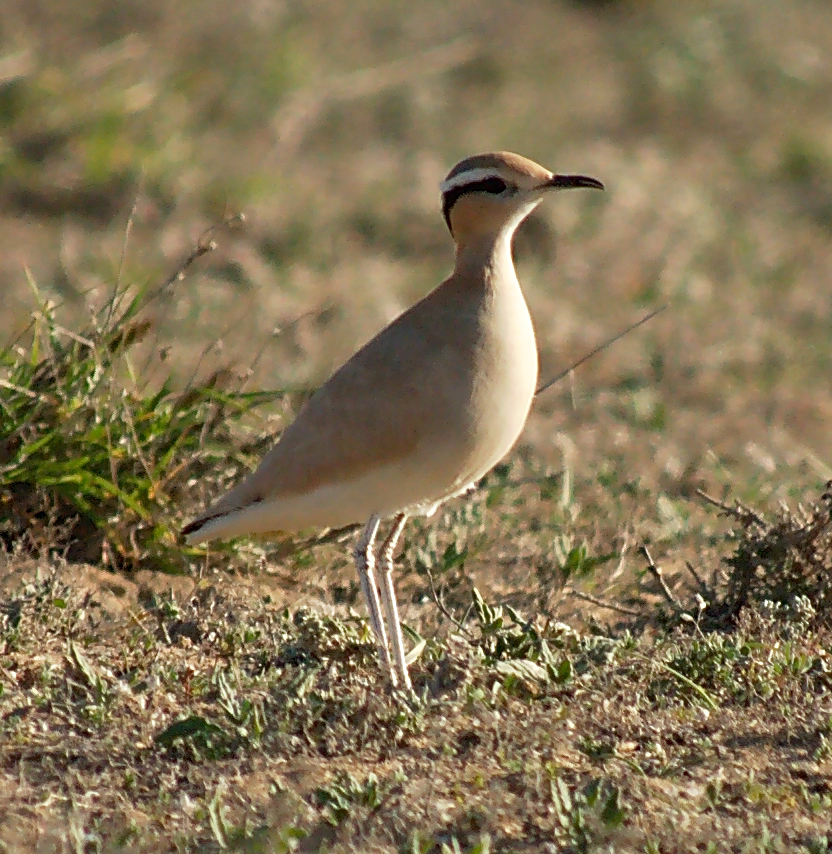
كروان عسلي

- تطور الطيور